# آنسفلدن
شهر آنْسْفِلْدن (به آلمانی: Ansfelden) در استان اوبراسترایش با جمعیت ۱۵٬۷۰۷ نفر در کشور اتریش واقع شده‌است.